# Fútbol Club Moghreb Al Aqsa
Le Maghreb El-Aksa Fútbol Club (en arabe : نادي المغرب الأقصى لكرة القدم) couramment abrégé en Maghreb El-Aksa CF et plus connue sous Maghreb El-Aksa Tànger, est un club sportif marocain de football fondé en 1919, basé dans la ville de Tanger.

## Histoire
Le Maghreb El-Aksa CF est considéré comme le plus ancien club sportif de la ville de Tanger, fondé en 1919 par un mixte des colons espagnoles et citoyens marocains de la ville de Tanger.
Avant l'indépendance de la ville, la compétition était intense entre les équipes marocaines et espagnoles au sein du groupe nord-marocain colonial (Liga Regional - Categoria I) équivalent de la division 6 de la Liga, qui était sous la direction de la fédération royale espagnole de football. Cette dernière a été assurée par la communauté espagnole et il reste possible de citer le Widad Juventud, La Sevillana, le FC Iberia, l'Unión Tangerina, le Club Atlético Tetuán et l'équipe de l'U.D.España.

## Palmarès
- Coupe de la Ligue du Nord (1)
  - Vainqueur : 1951

## Galerie

Carte du maroc-espagnol
Drapeau du maroc-espagnol